# Строганов, Генрих Борисович
Ге́нрих Бори́сович Стро́ганов (31 января 1932, Москва — 25 ноября 2021, там же) — советский государственный и хозяйственный деятель, российский учёный-металловед. Доктор технических наук (1978), профессор (1980), член-корреспондент АН СССР (1990), лауреат Ленинской и Государственных премий СССР и УССР, заслуженный изобретатель РСФСР.

## Образование
- 1957 год — окончил МАТИ.
- Доктор технических наук, профессор, член-корреспондент АН СССР (1990).

## Биография
- 1951—1952 — служба в ВМФ, г. Рига.
- 1952—1957 — студент МАТИ им К. Э. Циолковского
- 1957—1971 — на Московском машиностроительном заводе «Зенит» им. А. И. Микояна: инженер, старший инженер отдела главного металлурга завода, начальник цеха заготовительного производства, главный технолог завода.
- 1971—1984 — в аппарате МАП СССР: заместитель начальника, первый заместитель начальника, начальник (с 1978) Главного технического управления министерства, заместитель министра (с 1981).
- 1984—1991 — заместитель председателя Госплана СССР.
- С 10 апреля по 28 августа 1991 — председатель Госкомитета СССР по машиностроению[1] — министр СССР[2][3] (и. о. до 26 ноября 1991[4]).
- С 1991 года — на преподавательской и научной работе.

Умер 25 ноября 2021 года . Похоронен на Троекуровском кладбище (уч. 35).

## Научная деятельность
- Член-корреспондент РАН (АН СССР) по Отделению физикохимии и технологии неорганических материалов (конструкционные материалы) с 15 декабря 1990 г. Специалист в области металловедения конструкционных легких и жаропрочных сплавов, технологии их производства.
- Профессор МАТИ

## Награды
- два ордена Трудового Красного Знамени
- Орден Дружбы (1984, Чехословакия)[7].
- лауреат Государственной премии СССР (1972)
- лауреат Ленинской премии (1984)
- Премия имени  А. А. Бочвара (за 2002 год, совместно с О. Х. Фаткуллиным, О. А. Кайбышевым) — за монографии «Сверхпластичность при обработке материалов под давлением» и «Сверхпластичность и износостойкость в машиностроении»
- Премия имени  А. А. Бочвара (за 2011 год, совместно с А. А. Ильиным, С. В. Скворцовой) — за монографию «Структурная сверхпластичность металлических материалов»